# کلیسای جامع دورام
کلیسای جامع دورام (انگلیسی: Durham Cathedral) یک کلیسای جامع در شهر دورام، انگلستان است.
این کلیسا که در سال ۱۱۳۳ میلادی ساخته شده دارای سه برج به ارتفاع ۶۶ متر (برج مرکزی) و ۴۴ متر (۲ برج غربی) می‌باشد، کلیسای جامع دورام در سال ۱۹۸۶ میلادی در فهرست میراث جهانی یونسکو ثبت شده است.

## نگارخانه

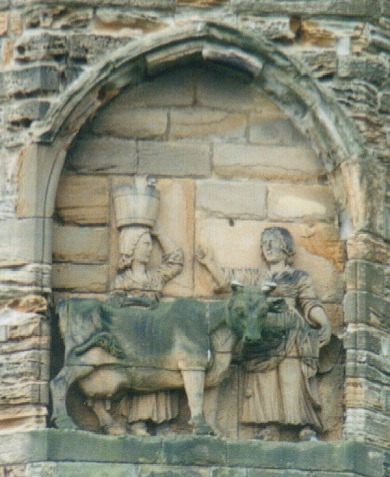
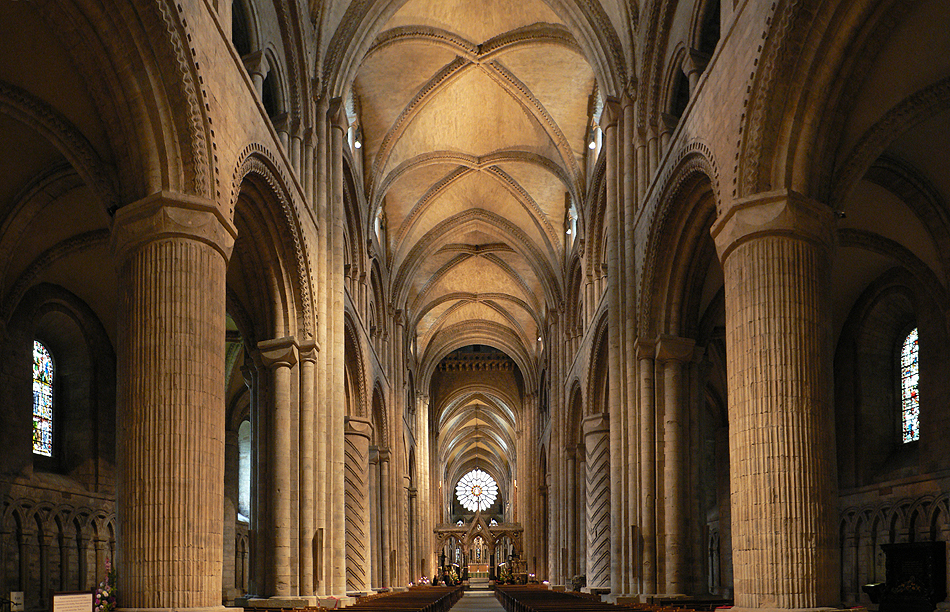
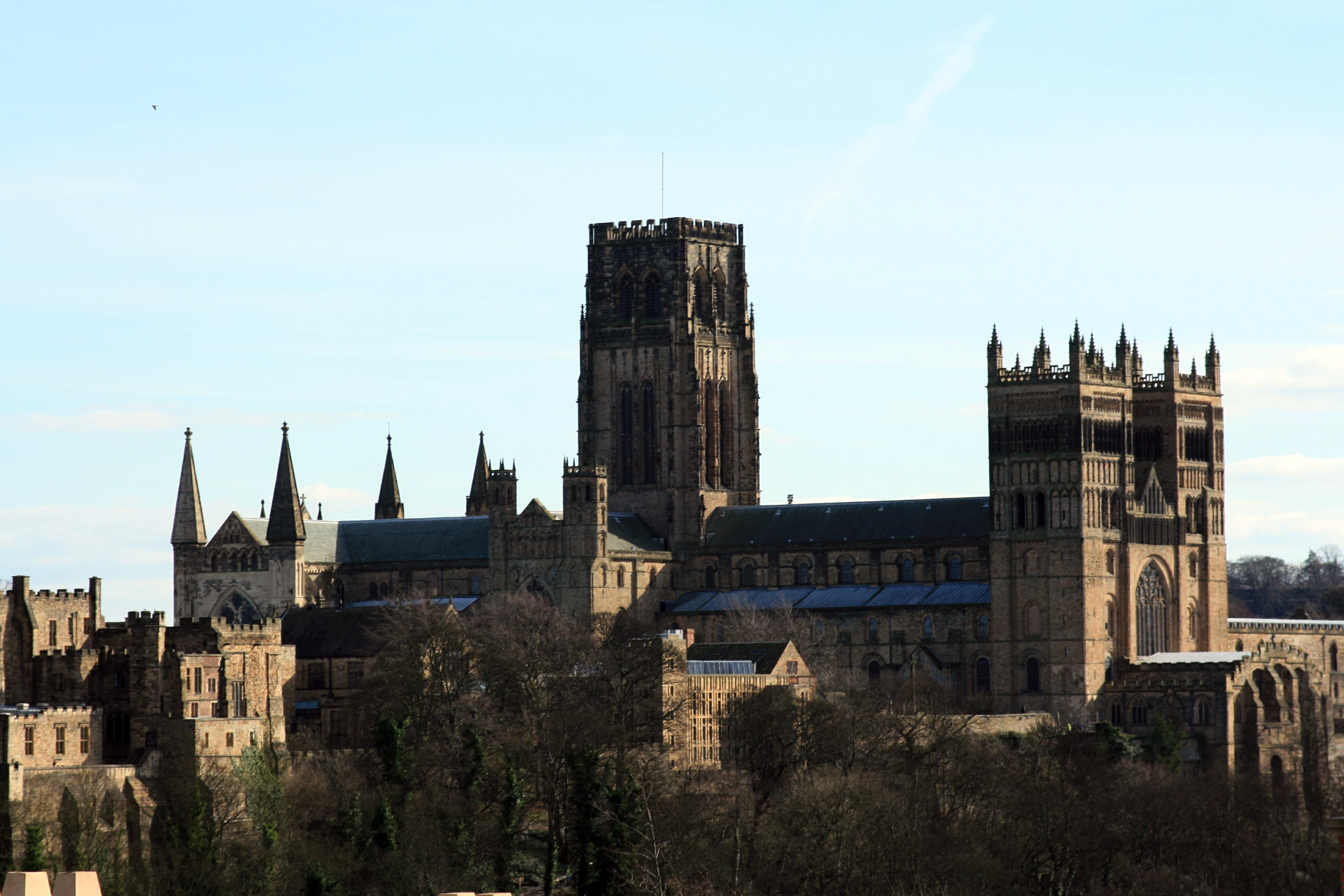
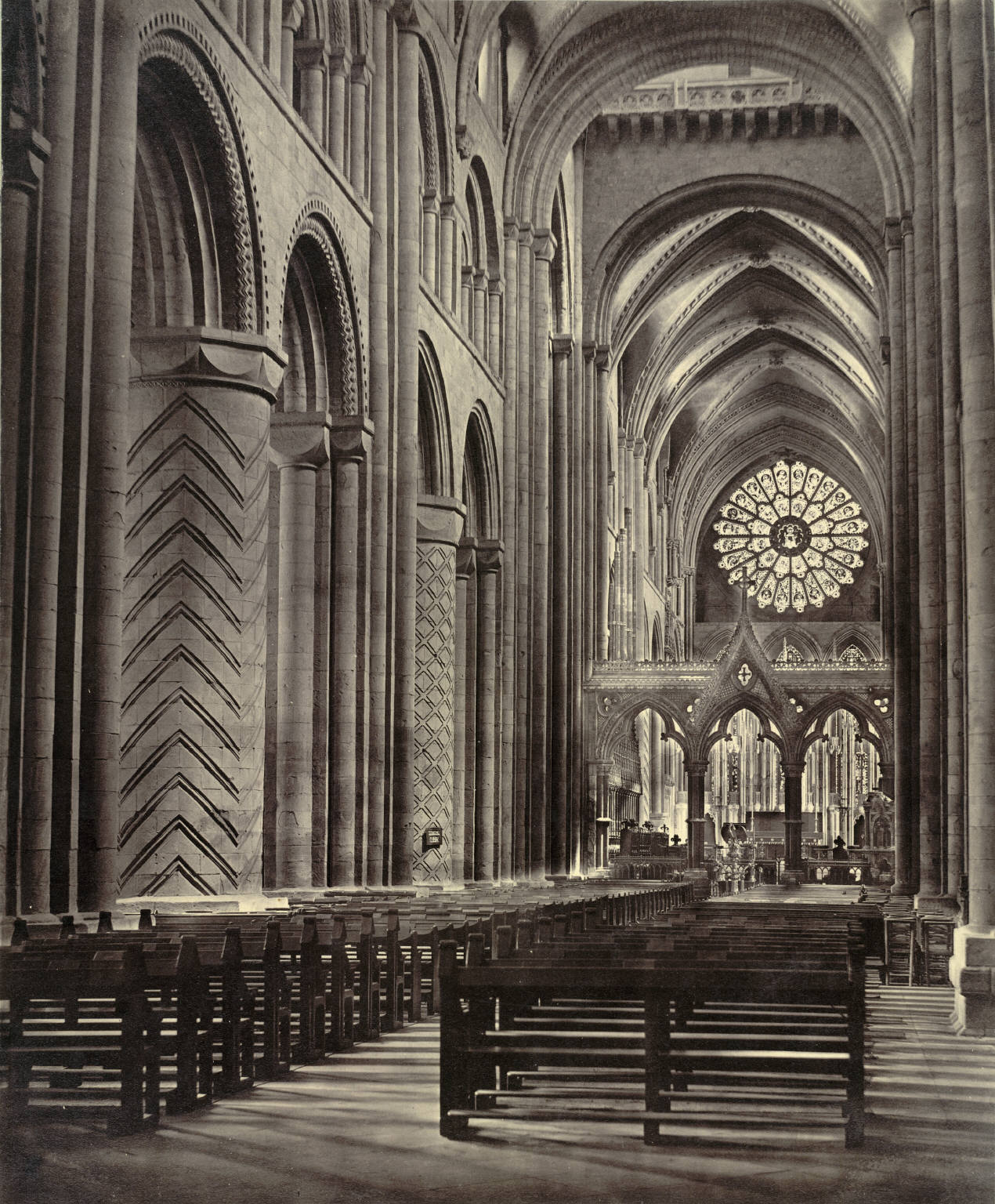
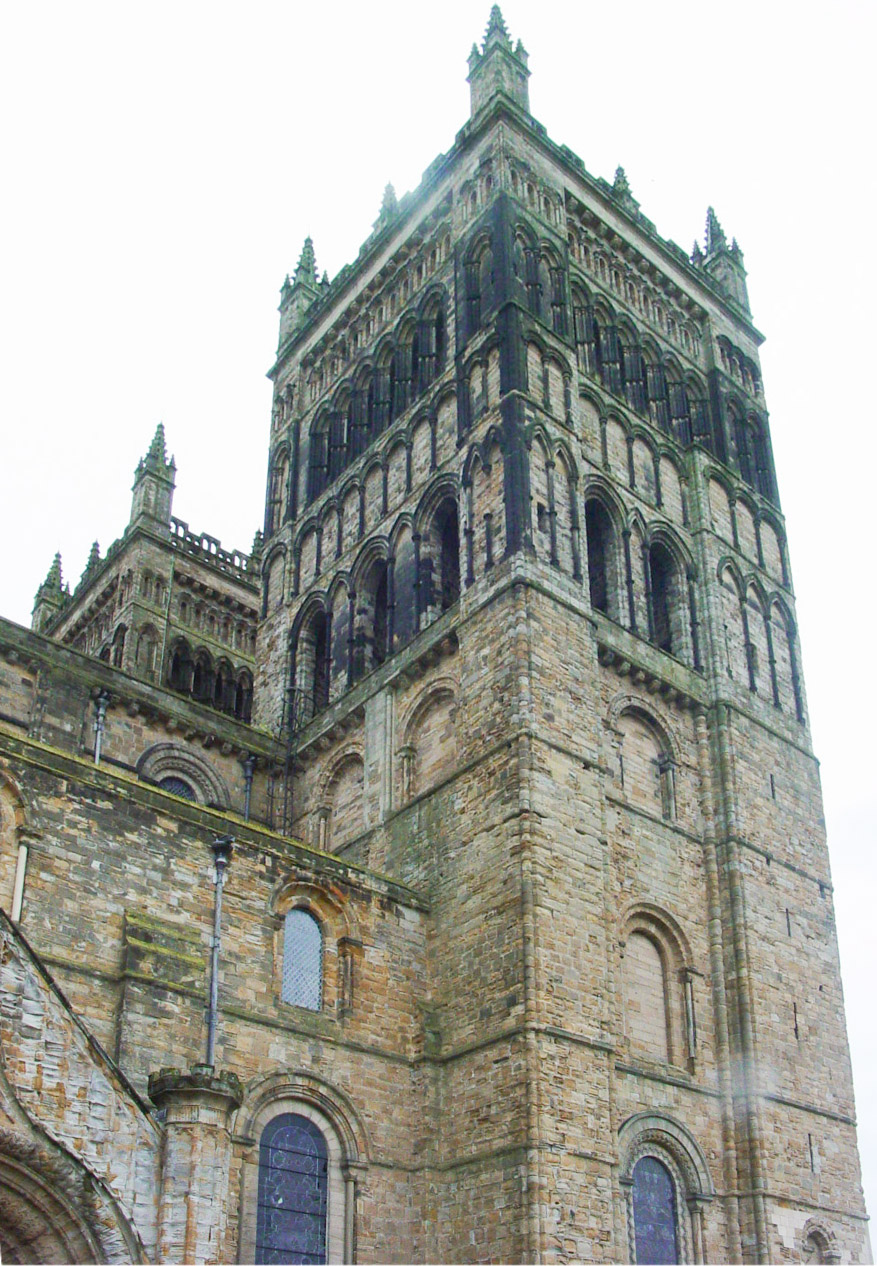